# From Me to You: Kimi ni Todoke
From Me to You: Kimi ni Todoke (jap. 君に届け Kimi ni todoke) – manga z gatunku romans autorstwa Karuho Shiiny. Seria była publikowana w czasopiśmie „Bessatsu Margaret” wydawnictwa Shūeisha w latach 2005–2017. 
W serią związane są dwie serie powieści. Na podstawie mangi powstały dwie serie anime, które zostały wyprodukowane przez Production I.G, a także adaptację w formie filmu live action.

## Fabuła
Piętnastolatka Sawako Kuronuma o przezwisku Sadako zawsze była źródłem strachu innych i różnych nieporozumień w związku ze swoim wyglądem. W rzeczywistości jest sympatyczną i nieoceniającą nikogo dziewczyną, która pragnie być lubiana i mieć przyjaciół. Kiedy popularny w szkole Kazehaya postanawia z nią porozmawiać, wszystko się zmienia; spotkanie to staje się jej szansą by poznać nowych ludzi i zawiązać nowe przyjaźnie.

## Bohaterowie
- Sawako Kuronuma (jap. 黒沼 爽子 Kuronuma Sawako)

Seiyū: Mamiko Noto 
- Shōta Kazehaya (jap. 風早 翔太 Kazehaya Shōta)

Seiyū: Daisuke Namikawa 
- Ayane Yano (jap. 矢野 あやね Yano Ayane)

Seiyū: Miyuki Sawashiro 
- Chizuru Yoshida (jap. 吉田 千鶴 Yoshida Chizuru)

Seiyū: Yuko Sanpei 
- Ryū Sanada (jap. 真田 龍 Sanada Ryū)

Seiyū: Yūichi Nakamura 
- Ume „Kurumi” Kurumizawa (jap. 胡桃沢 梅 Kurumisawa Ume)

Seiyū: Aya Hirano 
- Kento Miura (jap. 三浦 健人 Miura Kento)

Seiyū: Mamoru Miyano 

## Manga
Pierwszy rozdział ukazał się w 2006 roku. Seria ukazywała się w czasopiśmie „Bessatsu Margaret” wydawnictwa Shūeisha.
Shiina przerwała wydawanie mangi w marcu 2009 roku ze względu na ciążę. Wydawanie serii zostało wznowione we wrześniu tego roku.
Ostatni rozdział mangi ukazał się 13 listopada 2017 roku.
| Nr | Data wydania (język japoński) | ISBN (język japoński)  |
| -- | ----------------------------- | ---------------------- |
| 1  | 25 maja 2006                  | ISBN 4-08-846061-8     |
| 2  | 25 września 2006              | ISBN 4-08-846094-4     |
| 3  | 25 stycznia 2007              | ISBN 978-4-08-846134-2 |
| 4  | 25 maja 2007                  | ISBN 978-4-08-846174-8 |
| 5  | 22 listopada 2007             | ISBN 978-4-08-846237-0 |
| 6  | 25 marca 2008                 | ISBN 978-4-08-846278-3 |
| 7  | 25 lipca 2008                 | ISBN 978-4-08-846313-1 |
| 8  | 25 listopada 2008             | ISBN 978-4-08-846356-8 |
| 9  | 11 września 2009              | ISBN 978-4-08-846440-4 |
| 10 | 13 stycznia 2010              | ISBN 978-4-08-846481-7 |
| 11 | 11 czerwca 2010               | ISBN 978-4-08-846539-5 |
| 12 | 24 września 2010              | ISBN 978-4-08-846568-5 |
| 13 | 11 marca 2011                 | ISBN 978-4-08-846635-4 |
| 14 | 13 września 2011              | ISBN 978-4-08-846635-4 |
| 15 | 25 stycznia 2012              | ISBN 978-4-08-846738-2 |
| 16 | 11 maja 2012                  | ISBN 978-4-08-846772-6 |
| 17 | 25 września 2012              | ISBN 978-4-08-846829-7 |
| 18 | 25 stycznia 2013              | ISBN 978-4-08-846881-5 |
| 19 | 25 czerwca 2013               | ISBN 978-4-08-845059-9 |
| 20 | 25 października 2013          | ISBN 978-4-08-845114-5 |
| 21 | 25 marca 2014                 | ISBN 978-4-08-845181-7 |
| 22 | 12 września 2014              | ISBN 978-4-08-845261-6 |
| 23 | 23 stycznia 2015              | ISBN 978-4-08-845331-6 |
| 24 | 24 lipca 2015                 | ISBN 978-4-08-845418-4 |
| 25 | 25 grudnia 2015               | ISBN 978-4-08-845498-6 |
| 26 | 25 maja 2016                  | ISBN 978-4-08-845576-1 |
| 27 | 23 września 2016              | ISBN 978-4-08-845636-2 |
| 28 | 24 lutego 2017                | ISBN 978-4-08-845718-5 |
| 29 | 25 lipca 2017                 | ISBN 978-4-08-845788-8 |
| 30 | 23 marca 2018                 | ISBN 978-4-08-844007-1 |

### Spin-off
Autorka opublikowała także kilka rozdziałów, stanowiących spin-off opowieści, które zostały zatytułowane Kimi ni todoke bangai-hen: Unmei no hito (jap. 君に届け 番外編～運命の人～). Pierwszy z nich, składający się z 50 stron, został opublikowany w kwietniu 2018 roku w czasopiśmie „Bessatsu Margaret”. Kolejne rozdziały ukazały się w październiku 2018, marcu, lipcu i październiku 2019. Szósty rozdział ukazał się 11 sierpnia 2020, a premiera siódmego nastąpiła 13 marca 2021 roku.
| Nr | Data wydania (język japoński) | ISBN (język japoński)  |
| -- | ----------------------------- | ---------------------- |
| 1  | 25 września 2019              | ISBN 978-4-08-844248-8 |

## Light novel
Z mangą związane się dwie serie light novel, które zostały wydane przez wydawnictwo Shūeisha. Pierwsza z nich została wydana pod imprintem Cobalt z podtytułem 〜 Yume to koi no hazama de 〜 (jap. 〜夢と恋のはざまで〜), natomiast druga pod Mirai Bunko z podtytułem Setsunai kimochi (jap. せつない気持ち). Yume to koi no hazama de została napisana przez Kanae Shimokawę. Druga seria została napisana przez Kanako Shirai, a ilustracje wykonała Karuho Shiina.
Ponadto, 11 września 2009 roku opublikowany został dodatkowy tom, zatytułowany Kimi ni todoke 〜ashita ni nareba〜 (jap. 君に届け〜明日になれば〜). Tom ten został wydany w zastępstwie mangi w magazynie „Bessatsu Margaret”, gdy autorka Karuho Shiina była na urlopie macierzyńskim; zawiera opowieść o tym jak Kazehaya i Sawako spotkali się po raz pierwszy.

### Imprint Cobalt (Yume to koi no hazama de)
| Nr | Data wydania (język japoński) | ISBN (język japoński)  |
| -- | ----------------------------- | ---------------------- |
| 01 | 1 sierpnia 2007               | ISBN 978-4-08-601059-7 |
| 02 | 1 listopada 2007              | ISBN 978-4-08-601096-2 |
| 03 | 25 kwietnia 2008              | ISBN 978-4-08-601165-5 |
| 04 | 28 listopada 2008             | ISBN 978-4-08-601242-3 |
| 05 | 2 października 2009           | ISBN 978-4-08-601342-0 |
| 06 | 29 stycznia 2010              | ISBN 978-4-08-601381-9 |
| 07 | 1 lipca 2010                  | ISBN 978-4-08-601424-3 |
| 08 | 30 października 2010          | ISBN 978-4-08-601461-8 |
| 09 | 1 kwietnia 2011               | ISBN 978-4-08-601519-6 |
| 10 | 30 września 2011              | ISBN 978-4-08-601573-8 |
| 11 | 1 marca 2012                  | ISBN 978-4-08-601619-3 |
| 12 | 30 czerwca 2012               | ISBN 978-4-08-601654-4 |
| 13 | 29 czerwca 2013               | ISBN 978-4-08-601741-1 |
| 14 | 1 kwietnia 2014               | ISBN 978-4-08-601801-2 |
| 15 | 30 stycznia 2015              | ISBN 978-4-08-601849-4 |
| 16 | 25 grudnia 2015               | ISBN 978-4-08-601887-6 |

### Imprint Mirai Bunko (Setsunai kimochi)
| Nr | Data wydania (język japoński) | ISBN (język japoński)  |
| -- | ----------------------------- | ---------------------- |
| 01 | 1 marca 2011                  | ISBN 978-4-08-321003-7 |
| 02 | 5 kwietnia 2011               | ISBN 978-4-08-321012-9 |
| 03 | 5 lipca 2011                  | ISBN 978-4-08-321028-0 |
| 04 | 5 października 2011           | ISBN 978-4-08-321046-4 |
| 05 | 3 lutego 2012                 | ISBN 978-4-08-321069-3 |
| 06 | 2 maja 2012                   | ISBN 978-4-08-321089-1 |
| 07 | 5 października 2012           | ISBN 978-4-08-321115-7 |
| 08 | 4 stycznia 2013               | ISBN 978-4-08-321133-1 |
| 09 | 2 maja 2013                   | ISBN 978-4-08-321151-5 |
| 10 | 5 września 2013               | ISBN 978-4-08-321170-6 |
| 11 | 2 maja 2014                   | ISBN 978-4-08-321210-9 |
| 12 | 3 października 2014           | ISBN 978-4-08-321234-5 |
| 13 | 5 czerwca 2015                | ISBN 978-4-08-321264-2 |

## Anime
W 2009 roku w marcowym numerze magazynu „Bessatsu Margaret” ogłoszono powstawanie adaptacji mangi Kimi ni todoke w formie anime. Pierwszy sezon serialu miał swoją premierę jesienią 2009 roku. Reżyserem serii został Hiro Kaburagi, za scenariusze odpowiada Tomoko Konparu, natomiast za projekt postaci – Yuka Shibata.
Powstawanie drugiego sezonu serialu zostało ogłoszone w listopadowym numerze czasopisma „Bessatsu Margaret”, a jego premiera została zapowiedziana na styczeń 2011 roku na kanale NTV. 
Serie zostały wyprodukowane przez studio Production I.G..
W Polsce serial został udostępniony 30 marca 2023 na platformie Netflix.

### Ścieżka dźwiękowa
| Seria    | Tytuł                                     | Wykonawca         | Źródło   |          |          |
| Czołówka | Czołówka                                  | Czołówka          | Czołówka | Czołówka | Czołówka |
| -------- | ----------------------------------------- | ----------------- | -------- | -------- | -------- |
| 1        | „Kimi ni todoke” (jap. きみにとどけ)      | Tomofumi Tanizawa | [ 72 ]   |          |          |
| 2        | „Sawakaze” (jap. 爽風)                    | Tomofumi Tanizawa | [ 73 ]   |          |          |
| Ending   |                                           |                   |          |          |          |
| 1        | „Kataomoi” (jap. 片想い)                  | Chara             | [ 72 ]   |          |          |
| 2        | „Kimi ni todoke...” (jap. 君に届け。。。) | MAY'S             | [ 73 ]   |          |          |

Muzyka do drgiego sezonu serialu została napisana przez S.E.N.S. Project. Płyta ze ścieżką dźwiękową do drugiego sezonu serialu została wydana 23 lutego 2011 roku na płycie CD.

## Film live action
W 2009 roku w ankiecie przeprowadzonej przez serwis Oricon w której pytano o to, która seria powinna zostać zaadaptowana jako film live action, Kimi ni todoke znalazło się na trzecim miejscu. Powstawanie adaptacji w formie filmu live action ogłoszono w lutowym numerze magazynu „Bessatsu Margaret” w 2010 roku.
Główne role odgrywają w nim Mikako Tabe jako Sawako Kuronuma oraz Haruma Miura jako Shōta Kazehaya. Reżyserem został Naoto Kumazawa. Premiera filmu miała miejsce 25 września 2010 roku.
Film zarobił łącznie 18 027 475 dolarów w japońskim box office.

## Gry
15 października 2009 roku Namco Bandai Games wypuściło na rynek japoński grę na Nintendo DS zatytułowaną Kimi ni todoke: Sodateru omoi (jap. 君に届け ~育てる想い~). Ta sama firma wyprodukowała także kolejną grę na Nintendo DS, zatytułowaną Kimi ni todoke: Tsutaeru kimochi (jap. 君に届け〜伝えるキモチ〜), która została wydana 7 kwietnia 2011.

## Odbiór
W 2010 roku manga została sprzedana w 6 572 813 kopiach, zajmując 3. miejsce na liście najczęściej kupowanych mang w Japonii tego roku. Wraz z wydaniem 16. tomu Kimi ni todoke w 2012 roku manga została wydrukowana łącznie w ponad 20 milionach kopii. W 2013 roku manga została sprzedana w 3 428 352 kopiach. W 2017 roku tomy 28 i 29 zostały sprzedane łącznie w 1 130 488 kopiach.
Według ankiety przeprowadzonej wśród czytelników portalu „Dengeki Online” wydawnictwa ASCII Media Works druga seria anime była najbardziej wyczekiwaną serią z premierą w styczniu 2011 roku. Według sondy przeprowadzonej w dniach 18-19 lutego 2011 przez japoński portal Goo, druga seria anime została uznana za najbardziej przyjemną/interesującą serię sezonu zimowego w 2011 roku.

### Nagrody i nominacje
| Rok  | Ceremonia                  | Kategoria   | Nominowany | Rezultat  | Źródło |
| ---- | -------------------------- | ----------- | ---------- | --------- | ------ |
| 2008 | 32. Nagroda Kōdansha Manga | Shōjo-manga | Manga      | Wygrana   | [ 89 ] |
| 2008 | Manga Taishō               | –           | Manga      | Nominacja | [ 90 ] |

### Oceny krytyków
Carl Kimlinger z Anime News Network ocenił drugą serię anime na 4,5/5 gwiazdek dodając, że „seria ta pozostaje najlepszą serią swojego gatunku od czasów Lovely Complex i najpiękniejszą od czasów... cóż nawet nie wiem jak odległych”.